# Carla Hohepa
Carla Hōhepa (Te Awamutu, 27 luglio 1985) è una rugbista a 15 neozelandese, vincitrice di due edizioni della Coppa del Mondo nel 2010 e 2017.

## Biografia
Figlia di due sportivi, Carla Hōhepa crebbe nell'atletica (praticava sprint e salto triplo) prima di convertirsi al rugby quando si trasferì a Dunedin per gli studi universitari.
Nell'ottobre 2007 debuttò con le Black Ferns contro l'Australia e nel 2009 fu selezionata nella rappresentativa a 7 alla Coppa del Mondo di specialità negli Emirati Arabi Uniti, in cui giunse seconda dietro l'Australia.
Convocata alla Coppa del Mondo 2010 in Inghilterra, si laureò per la prima volta campionessa del mondo al termine di tale competizione, realizzando nell'occasione l'unica meta neozelandese nella finale vinta 13-10 contro la squadra padrona di casa.
Successivamente fu fuori dalla nazionale per un paio d'anni per seguire il suo partner Karne Hesketh, anch'egli rugbista, nella sua avventura professionale in Giappone, per la cui federazione divenne in seguito idoneo tanto da guadagnare la convocazione nella nazionale asiatica; non prese quindi parte alla Coppa del Mondo 2014 in Francia, ma fu di ritorno in squadra in preparazione di quella del 2017 in Irlanda, cui infine partecipò e nella cui finale, ancora una volta, fu decisiva sia pur non segnando: suo fu infatti l'assist che a 11 minuti dalla fine permise alla compagna di squadra Selica Winiata di andare in meta e battere, di nuovo, l'Inghilterra.
Dopo la fine della competizione si ritirò con due titoli di campionessa mondiale nel palmarès.

## Palmarès
- Coppe del mondo: 2
Nuova Zelanda: 2010, 2017